# Long Xuyên

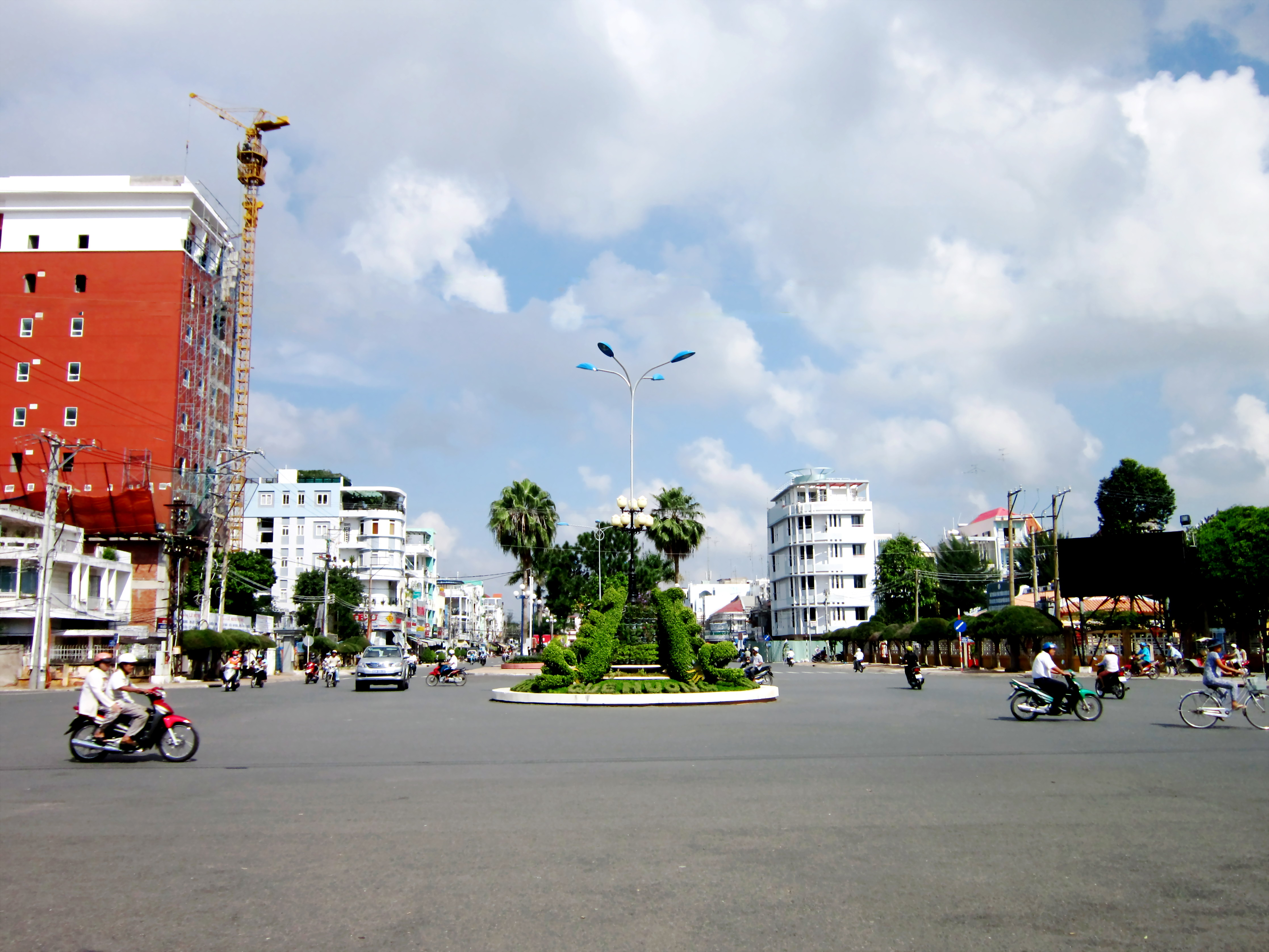
Gata i Long Xuyên.

Long Xuyên är en stad i Vietnam och är huvudstad i provinsen An Giang. Folkmängden uppgick till 278 658 invånare vid folkräkningen 2009, varav 245 699 invånare bodde i själva centralorten.